# Aucklandella novazealandica
Aucklandella novazealandica är en stekelart som först beskrevs av Cameron 1898.  Aucklandella novazealandica ingår i släktet Aucklandella och familjen brokparasitsteklar. Inga underarter finns listade.